# Troisième lien entre Québec et Lévis
Le troisième lien entre Québec et Lévis ou tunnel Québec-Lévis est un projet de tunnel routier visant à relier les rives du fleuve Saint-Laurent entre les villes de Québec et Lévis. À la suite de sa victoire majoritaire aux élections générales de 2018, le gouvernement Legault s'engage à commencer la construction de ce nouvel axe avant 2022. En 2025, la construction n'a pas encore débuté. Lors de la même année, le gouvernement Legault assure d’abord que le troisième lien envisagé sera un pont, écartant une voie souterraine, et confirme une liaison des deux rives qui ne sera pas de centre-ville à centre-ville, avant de se rétracter en annonçant finalement que ce sera un pont-tunnel.
Le projet initial, qui comprend notamment la construction d'une voie destinée aux automobiles, fait rapidement l'objet de controverses. Au sein de la population, il récolte aussi bien des appuis enthousiastes que de vives oppositions. Pour leur part, les experts dans le domaine des transports, de l'urbanisme et de l'économie affirment unanimement que l'ajout de cet axe routier ne permettra pas de résoudre les problèmes de congestion routière à moyen et long termes.
Le 18 avril 2023, le gouvernement du Québec annonce l'abandon de l'automobile dans le 3e lien, en faveur d'un tunnel affecté au transport en commun, en raison de la baisse d'achalandage due à la pandémie et à l'augmentation des coûts. Cette décision provoque des réactions mitigées chez les élus, la population et les partis politiques. Le 20 avril, la ministre des Transports et de la Mobilité durable révèle des études qui contredisent l'argument principal du gouvernement, soulevant des questions sur la sincérité de la CAQ lors de la campagne électorale. La faisabilité et les coûts du tunnel restent à déterminer.
Le 20 avril 2023, la ministre des Transports et de la Mobilité durable Geneviève Guilbault annonce officiellement que la portion autoroutière du troisième lien destinée aux automobiles sera abandonnée et que seul la portion consacrée au transport en commun sera construite. Elle soutient alors que la croissance du télétravail et les changements des habitudes des automobilistes expliquent ce changement de cap, une information qui se révèle mensongère.
Le 13 juin 2024, le premier ministre du Québec François Legault donne son feu vert pour un troisième lien au lendemain d'un rapport de CDPQ Infra commandé par le gouvernement qui n'est pas d'avis que la région ait besoin d'un autre lien sur une base de mobilité. Le gouvernement martèle que, pour des « raisons économiques », une redondance des liens interrives est de mise pour le transport de marchandises, et justifie ainsi son volte-face afin d'éviter une « catastrophe » économique advenant une fermeture du pont Pierre-Laporte -- les camions, pour le moment, ne peuvent pas emprunter le pont de Québec,. Le gouvernement maintient cet argument malgré que le ministre fédéral Jean-Yves Duclos, député dans la région de Québec, affirme que le gouvernement du Québec pourrait abaisser le tablier du pont de Québec pour y permettre le transport lourd en cas d’urgence et s’épargner la construction d’un troisième lien.

## Historique

### Premier et deuxième liens

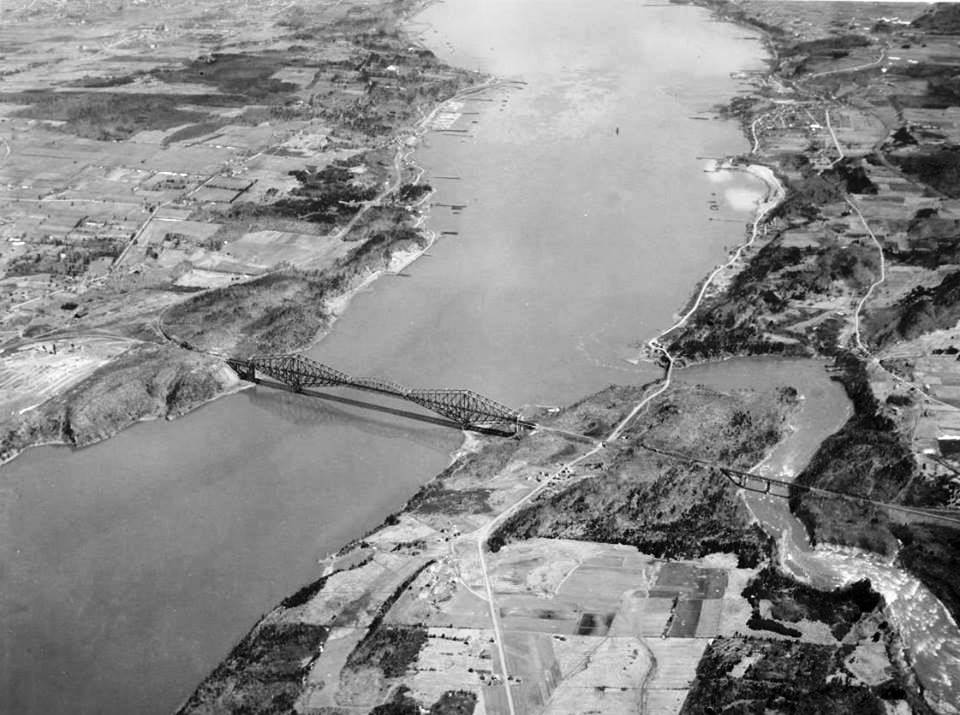
Le pont de Québec vers 1925.

La population se répartissant de part et d'autre des rives du fleuve Saint-Laurent à Québec, le franchissement du fleuve a toujours été une nécessité. Il est d'abord assuré par un pont de glace l'hiver et par des traversiers le reste de l’année.
Fin 1917, le pont de Québec, construit non sans difficulté, devient le premier lien permanent entre Québec et Lévis et le plus long pont cantilever au monde. D'abord uniquement emprunté par des trains, il le sera aussi par des automobiles à partir de 1929.
Après la Seconde Guerre mondiale, l'augmentation de la circulation routière laissait entrevoir que le pont de Québec ne pourrait suffire à la demande. Dès la fin des années 1940, on propose la construction d'un nouveau lien routier, qu'il soit un pont ou un tunnel,. À l'automne 1961, le ministère de la Voirie prend la décision de construire cette seconde traversée du fleuve. L’idée d'un tunnel entre le secteur de Limoilou et le centre-ville de Lévis est défendue en 1963 par le Bureau de l’industrie et du commerce du Québec métropolitain mais, pour des raisons économiques, un pont suspendu plus à l'ouest lui est préféré. En novembre 1970, après quatre années de travaux, le pont Pierre-Laporte est inauguré immédiatement à l'ouest du pont de Québec, là où la distance entre les berges est la plus courte.

### Désir de parachever le réseau

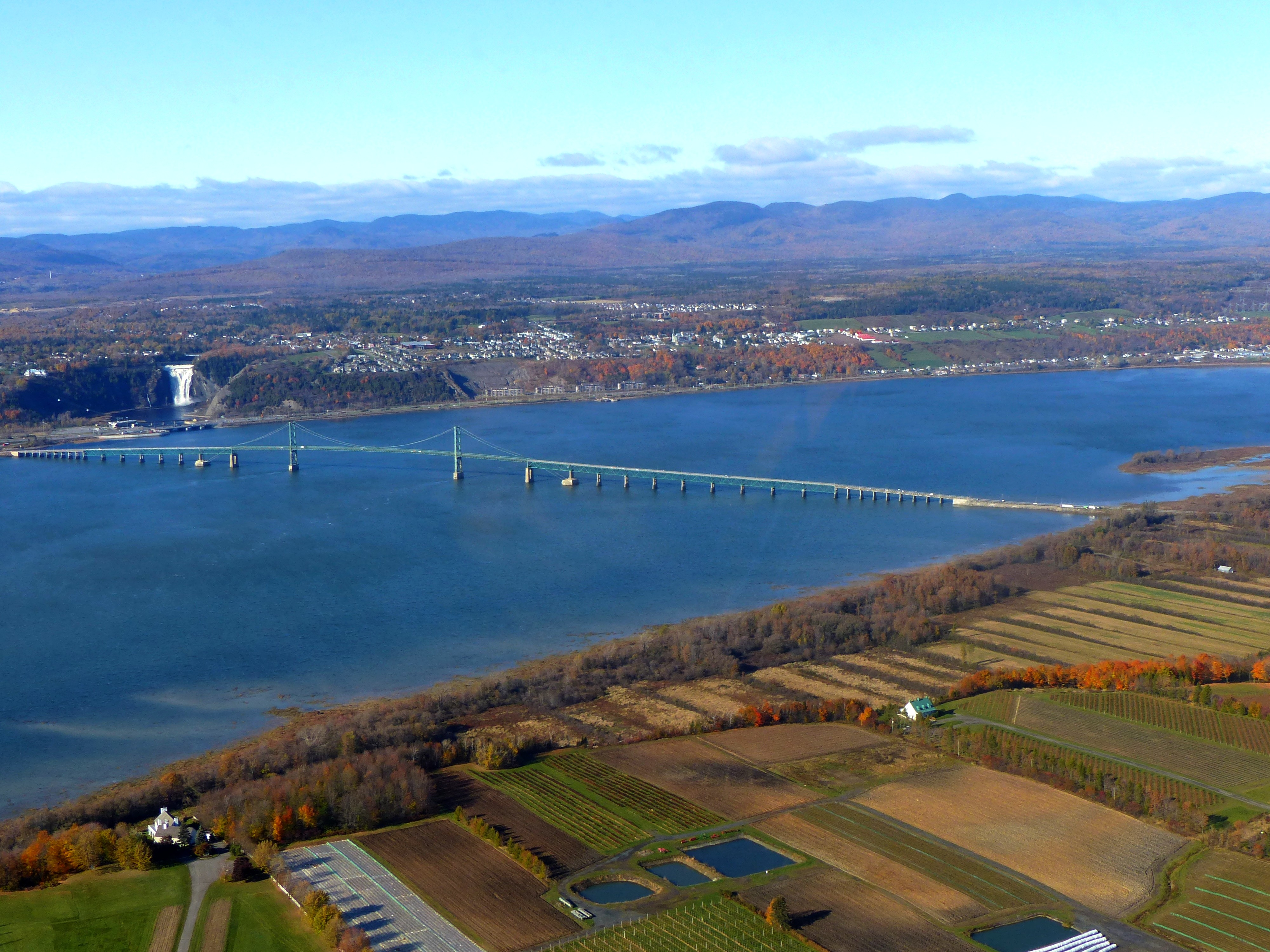
Le pont de l'Île-d'Orléans, reliant l'île d'Orléans à la rive-nord du Saint-Laurent, effectue la moitié du trajet du projet du troisième lien.

À cette même époque, le ministère des Transports du Québec planche sur de nombreux projets autoroutiers. Parmi ceux-ci, le Plan de circulation et de transport de la région métropolitaine de Québec, ou premier rapport Vandry-Jobin (1968), préconise la construction de nouvelles autoroutes et d'un troisième lien (pont ou tunnel) reprenant le tracé proposé en 1963. Le plan s'appuie sur des prévisions de croissance démographique qui ne se sont finalement pas avérées. Certains projets autoroutiers sont tout de même réalisés, du moins débutés, si bien que la région de Québec se retrouve aujourd'hui avec le second plus grand ratio de kilomètres d'autoroute par habitant au Canada. Le ministère des Transports réserve même le numéro d'itinéraire 520 en prévision de la construction d'un pont entre la baie Beauport et Lévis.
En 1973 et 1974, deux études mandatées par le gouvernement du Québec révèlent que la géologie locale n'est pas un obstacle à la construction d'un tunnel sous le fleuve. En 1979, le second rapport Vandry-Jobin propose plusieurs scénarios passant tous par l’île d'Orléans pour contourner le centre-ville. Ces projets sont abandonnés à la suite des restrictions budgétaires des années 1980 et aux perspectives démographiques atténuées du post-baby boom. L'idée d'un troisième lien ne disparaît pas pour autant. En 1999 et 2001, le Comité du lien sous-fluvial à l'est de Lévis-Québec fait réaliser des études de faisabilité à la société de génie-conseil Tecsult portant sur un tunnel passant sous l'extrémité ouest de l'île d'Orléans. Le débat sur le parachèvement de la ceinture périphérique resurgit au début des années 2010 au moment où la reconstruction du pont de l'Île-d'Orléans est annoncée.

## Projets proposés
En mars 2017, le gouvernement du Québec crée un bureau de projet (20,5 millions de dollars) et affirme que le « troisième lien » ira de l'avant, sans donner de détail sur la forme qu'il prendrait. En août 2018, la ministre déléguée aux transports, Véronyque Tremblay, annonce que cinq corridors d'implantation sont à l’étude et que le chantier pourrait commencer en 2026. La zone d'implantation à l'étude comprend un territoire s'étendant de Saint-Augustin à la pointe est de l'île d’Orléans. Le maire Régis Labeaume, s'appuyant sur des statistiques évaluant comme plus nombreux les déplacements entre l'ouest de Lévis et l'ouest de Québec, affirme sa préférence pour un troisième lien du côté ouest de la capitale.

### Passage sous l’île d'Orléans
En 2014, la Chambre de commerce de Lévis ravive l’idée d'un tunnel sous-fluvial entre les deux rives, passant près de l'île d'Orléans. Elle estime alors le coût du projet à 500 millions de dollars canadiens. En septembre 2015, le ministère des Transports commande une nouvelle étude géologique. Cette dernière révèle l’année suivante que le projet est techniquement faisable et que la faille de Logan, ne représente pas un obstacle. Puis le gouvernement du Québec rend publique une étude de Polytechnique Montréal qui évalue le coût de construction d'un tunnel à environ quatre milliards de dollars. C'est la source la plus citée aujourd'hui.

Le maire de Québec, Régis Labeaume, refuse de porter le projet, estimant que le financement d'une telle structure revient au gouvernement du Québec. À la suite de consultations, il estime que le coût du projet pourrait atteindre 10 milliards de dollars. Lors des élections municipales de 2017, Régis Labeaume est reporté à la mairie, contre son adversaire, Jean-François Gosselin, promoteur d'un troisième lien.

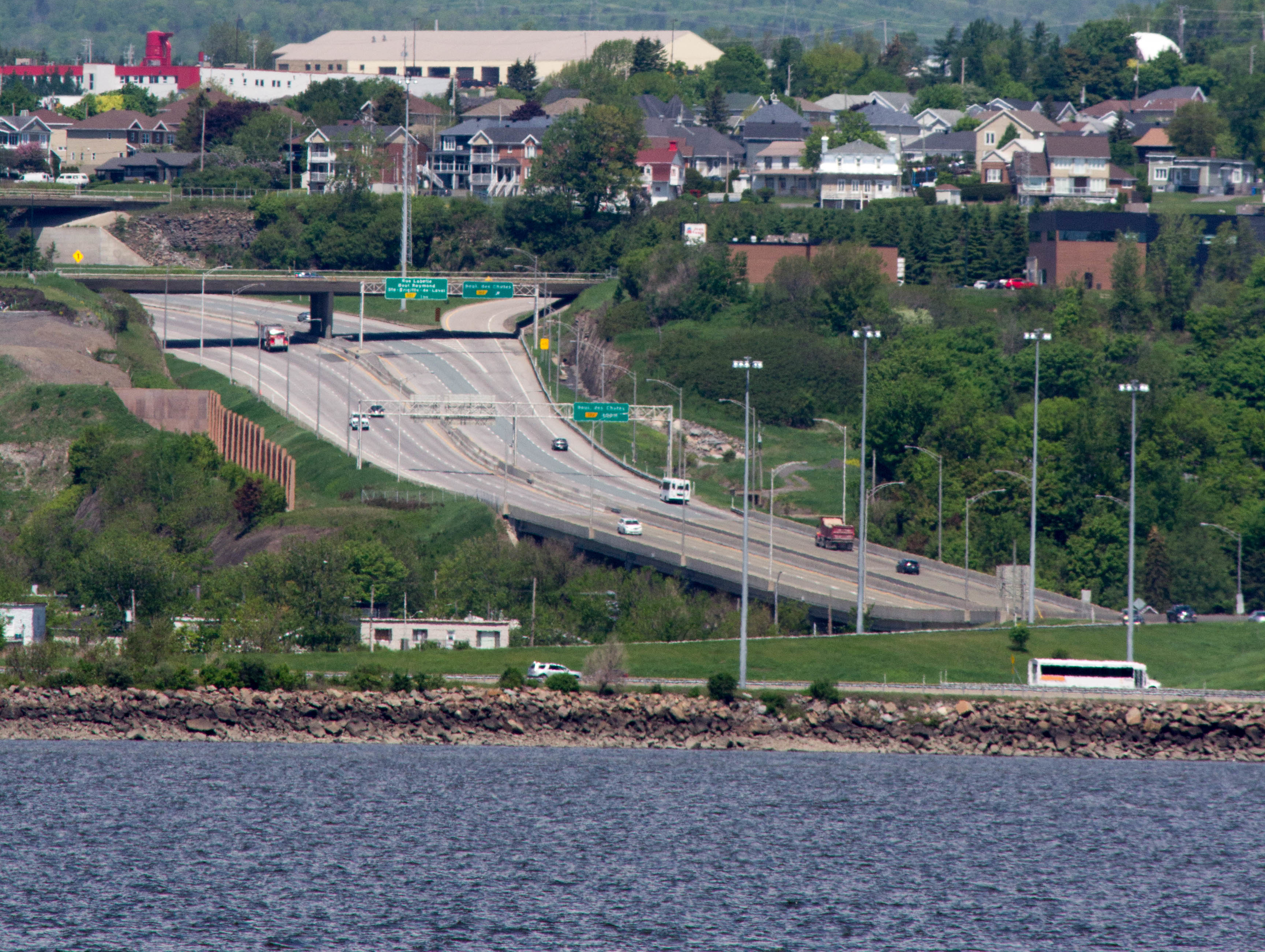
Le tunnel vise à prolonger l'autoroute 40 jusqu'à l'autoroute 20, sur la rive-sud, en passant sous le fleuve.

En octobre 2018, la Coalition avenir Québec, parti politique s'étant engagé sur la construction de l'axe routier dans l'est de la ville, remporte les élections générales. Le gouvernement nouvellement élu s'engage à accélérer le début des travaux à 2022. Comme première décision à titre de ministre des Transports, François Bonnardel écarte les cinq différents corridors à l'étude et tranche en faveur de l'axe le plus à l'est. Un nouveau directeur de bureau est nommé. Le dossier de la reconstruction du pont de l'Île-d'Orléans, jusqu'alors mené totalement indépendamment par le ministère des Transports, est dorénavant mené en adéquation avec celui du troisième lien. Le maire Régis Labeaume se rallie au choix gouvernemental en novembre 2018.
Le 28 juin 2019, le ministère des Transports dévoile les solutions retenues. Le franchissement du fleuve s'effectuerait par un tunnel routier prolongeant l'autoroute 40 jusqu'à la rive sud du fleuve. L'axe routier se connecterait à l'autoroute 20 à l'emplacement actuel de la sortie 330 (Route Lallemand). Aucune bretelle ne permettrait l'accès à l'île d'Orléans afin de préserver son patrimoine du développement. Les travaux de construction du nouveau pont de l'île d'Orléans se dérouleraient simultanément.
Le 10 juin 2024, le chef du Parti conservateur du Québec Éric Duhaime propose, à son tour, un projet de troisième lien qu'il estime à deux milliards de dollars. Le tracé de deux voies partirait de Beaumont, sur la Rive-Sud, suivrait les lignes à haute tension jusqu'à l'île, prendrait la route Prévost, et poursuivrait son chemin sur le pont actuel qui dessert la pointe ouest de l'île et  Beauport, sur la Rive-Nord. La capacité estimée serait de 24 000 véhicules par jour. Éric Duhaime dévoile également, en novembre 2024, un sondage commandé par son parti et réalisé par la firme torontoise Pallas Data. Selon les résultats, parmi environ 300 personnes interrogées, 45 % se disent favorables à un « projet de troisième lien autoroutier vers l'île », tandis que 43 % s'y opposent.

### Passage sous les deux centres-villes
Le 29 janvier 2020, le ministère des Transports dévoile un nouveau tracé central reliant les centres-villes de Québec et de Lévis en évitant l’île d’Orléans. L'axe routier prolongerait l'autoroute 973 jusqu'à l'autoroute 20 en passant sous la colline de Québec, puis le fleuve et enfin Lévis. Cette solution moins complexe techniquement est accueillie avec enthousiasme par les maires des deux villes. La Ville de Québec y trouve un appui pour son projet de réseau de transports structurants; il est prévu d'intégrer sept stations de transport collectif au tunnel routier.
En mai 2021, le gouvernement donne de nouveaux détails sur le projet. Le tunnel irait du Centre Vidéotron jusqu’à Lévis. À un coût de 10 milliards, le tunnel aurait six voies sur deux étages et s'étendrait sur 8,3 km de long.
En avril 2022, le gouvernement revoit le coût du projet à la baisse. Chiffré au coût de 6,5 milliards, le tunnel serait plutôt composé de deux tubes (un par direction) avec chacun deux voies. La troisième voie entièrement consacrée au transport collectif est retranchée du projet pour laisser place à une voie dédiée lors des heures de pointe.

### Début espérés des travaux
Au début de 2022, le gouvernement du Québec a pour objectif de commencer les travaux avant les élections québécoises de l'automne pour une mise en œuvre prévue en 2032. Le ministre des transports indique que sa construction sera carboneutre.

### Abandon de la voiture
Le 18 avril 2023, une fuite dans Le Journal de Québec révèle que le gouvernement du Québec abandonne l'automobile dans le 3e lien, ne conservant qu'un tunnel qui serait entièrement consacré au transport en commun. Le gouvernement justifie sa volte-face en raison de la baisse d'achalandage causée par la pandémie de Covid-19 et le télétravail qui s'est ensuivi, de même que l'augmentation des coûts.
Ce revirement éclabousse plusieurs élus de la CAQ de la région de Québec. Éric Caire est notamment au centre de l'attention publique, lui qui avait indiqué en 2017 dans une radio de Québec qu'il démissionnerait si le 3e lien autoroutier ne voyait pas le jour. Il n'en fera rien, et le chef du Parti conservateur du Québec, Éric Duhaime, en profite pour lancer une pétition en ligne demandant sa démission. Bernard Drainville, candidat élu de Lévis qui s'était fait porte-étendard de la cause du 3e lien lors de la campagne électorale, a les larmes aux yeux lorsqu'il s'excuse de n'avoir pu réaliser sa promesse électorale. Alors que le maire de Québec, Bruno Marchand, reçoit assez positivement ce recul, une partie de la population et plusieurs élus locaux de Chaudière-Appalaches voient cela comme une trahison du gouvernement,. Les écologistes et les partis d'opposition reçoivent eux aussi positivement ce changement de vocation.
Le 20 avril 2023, la ministre des Transports et de la Mobilité durable, Geneviève Guilbault, fait une conférence de presse, où elle se trouve seule comme représentante du gouvernement, pendant laquelle elle dévoile ces études. Une de ces études note que la baisse d'achalandage causée par le télétravail ne devrait pas « remettre en cause la nécessité d’intervention de réaliser un nouveau lien entre Québec et Lévis », contredisant l'argument principal présenté par le gouvernement quelques jours auparavant. Ce recul contraste avec l'attitude de la CAQ lors de la campagne électorale de 2022, alors que François Legault était convaincu de la nécessité du 3e lien, malgré l'absence d'études. Des analystes se questionnent pour savoir dans quelle mesure la CAQ était sérieuse dans sa volonté d'aller de l'avant avec ce projet lors de la campagne électorale de 2021,.
La faisabilité et les coûts reliés au tunnel consacré au transport en commun restent à être effectués, et trouvent peu d'appuis.

### Volte-face du gouvernement sur l'inclusion des voitures
Après avoir initialement abandonné l'idée d'un troisième lien automobile entre Québec et Lévis, le premier ministre du Québec, François Legault, rouvre le débat en octobre 2023. Cette décision intervient au lendemain d'une défaite électorale dans la circonscription de Jean-Talon. Legault évoque la nécessité de « regarder toutes les possibilités », y compris celle d'un nouveau pont ou tunnel pour les camions et les voitures.
Le gouvernement annonce également qu'il consultera les citoyens de la grande région de Québec pour mieux comprendre leur taux d'insatisfaction. Bernard Drainville, ministre responsable de la région de Chaudière-Appalaches, souligne que toutes les options sont sur la table et que le gouvernement est ouvert à écouter les propositions des citoyens. Cette nouvelle orientation suscite des réactions diverses, y compris des critiques qui remettent en question la cohérence de la démarche du gouvernement. Certains évoquent même que cette volte-face pourrait être une tentative de regagner du soutien électoral dans la région de Québec.
Cinq mois après avoir relancé le projet d'un troisième lien entre Québec et Lévis, le gouvernement de François Legault initie une consultation publique visant à recueillir l'opinion des citoyens sur diverses questions de mobilité, dont la possibilité d'un nouveau lien routier exclusif.

### CDPQ Infra
En novembre 2023, le gouvernement du Québec confie à CDPQ Infra, une filiale de la Caisse de dépôt et placement du Québec, la responsabilité d'analyser le projet du troisième lien entre Québec et Lévis. Cette décision s'inscrit dans une démarche plus large visant à étudier l'ensemble de la mobilité dans la communauté métropolitaine de Québec, incluant les réseaux de transport collectif. CDPQ Infra a pour mission de proposer des solutions pour améliorer la fluidité du trafic et la mobilité entre les deux rives, en tenant compte des études existantes et des projets en cours, tels que le tramway de Québec et un service rapide par bus (SRB) entre Québec et Lévis, abandonné en 2017.
Dans son rapport de 140 pages daté du 11 juin 2024, CDPQ Infra, après avoir analysé plus de 1 000 documents sur une période de 40 ans, et après avoir consulté avec « 172 parties prenantes », tranche sur la non-nécessité d'un troisième lien autoroutier. À la suite de l'analyse de « six corridors potentiels », elle juge finalement que les économies en gain de temps seraient « en moyenne de 5 minutes », et que, à terme, il y aurait malgré tout « une hausse importante de la congestion sur le réseau routier. » « [L]es analyses effectuées pointent vers un déplacement de la congestion, et non pas à l'amélioration recherchée de la mobilité », écrit-elle.
Deux corridors ont été retenus pour une analyse approfondie, soit le « corridor centre-ville à centre-ville [...] vis-à-vis la Colline Parlementaire », ou un « corridor à l'est, reliant la zone Monseigneur-Bourget au croisement des autoroutes 40 et 440. » CDPQ Infra estime que les deux corridors attireraient « un maximum de 1 000 à 1 500 véhicules par heure de Lévis vers Québec le matin ». Des contraintes de faisabilité, « d'insertion », d'environnement et de logistique en raison du réseau routier limité actuel ont été évoquées. « Les analyses démontrent qu’un lien interrives routier de plus ne peut pas être justifié du point de vue de la mobilité, et CDPQ Infra ne préconise donc pas sa réalisation », rédige-t-elle, car « les débits de véhicules empruntant l’un ou l’autre des corridors étudiés seraient relativement faibles et la diminution du nombre de véhicules sur les ponts existants le serait également.»
Elle suggère et trouve « opportune » dans la troisième phase de son plan Circuit intégré de transport express (CITÉ), plutôt, « la construction d’une nouvelle ligne de tramway de 7 km, en tunnel sous le fleuve Saint-Laurent » qui relierait le pôle Desjardins, de Lévis, à celui de Saint-Roch, à Québec, en six minutes.
Néanmoins, elle laisse la porte entrouverte pour le gouvernement Legault concernant la « sécurité économique » pour un troisième lien autoroutier advenant un blocage majeur sur le pont Pierre-Laporte qui forcerait les camions de l'Est du Québec à transiter par le pont Laviolette à Trois-Rivières, ou via Montréal. « Ces considérations dépassent le mandat de CDPQ Infra sur la mobilité [...] et le gouvernement pourrait examiner la nécessité d’un lien routier en relation avec les questions de sécurité économique et de transport de marchandises », explique-t-elle.

### Feu vert à un3elien autoroutier
Le 13 juin 2024, dans une conférence de presse au lendemain du dépôt du rapport de la Caisse, le premier ministre du Québec François Legault donne finalement son accord pour la construction d'un troisième lien autoroutier, qui ne prévoit pas que le transport en commun l'emprunterait via des voies dédiées, malgré le rapport défavorable de la Caisse jugeant que, sur la base de la mobilité seulement, un troisième lien n'est pas nécessaire pour la région. Cependant, en privilégiant un « corridor à l'est » -- un des deux corridors retenus pour une analyse approfondie par la Caisse --, le gouvernement Legault estime qu'il est plus que nécessaire d'offrir un autre lien « pour des raisons de sécurité » afin d'éviter une « catastrophe », a-t-il martelé.
Peu d'études ont été réalisées concernant l'enjeu du transport de marchandises dans la région comptant un seul lien autoroutier -- quelques 10 500 camions transitent le pont Pierre-Laporte quotidiennement --, mais le gouvernement Legault a fait « le constat que l'enjeu de sécurité économique est très important » pour la région, et c'est pour cette raison qu'il revient sur sa décision d'un troisième lien, et renoue ainsi avec sa promesse électorale de 2018 sans pour autant commander une série d'études sur une fermeture potentielle du pont Pierre-Laporte, et l'impact qu'engendrerait ladite fermeture sur l'économie. Une « redondance » doit être de mise pour éviter un scénario « catastrophique et infernal pour l'économie [des] deux régions », a indiqué Geneviève Guilbault, présente aux côtés de François Legault.
En octobre 2024, le gouvernement de la Coalition avenir Québec (CAQ) accélère le projet du troisième lien, visant à le rendre pratiquement irréversible avant l’élection de 2026. Ce projet, qui pourrait être un pont ou un tunnel, le ministère ayant refusé de s'y prononcer, lie les mains des futurs gouvernements en raison de pénalités financières liées à des contrats en préparation. Bien que la CAQ soit le seul parti à soutenir fermement ce projet, le scepticisme persiste même parmi ses partisans, notamment en raison du coût des études et du manque de progrès visible. Les groupes favorables au projet déplorent un retour à la case départ après des années de promesses. La ministre des Transports et de la Mobilité, Geneviève Guilbault, espère qu'une signature, ou la « phase de développement » avec un consortium, suivant un appel à l'international, soit faite en 2027. Elle est restée très vague dans sa conférence de presse annonçant la nouvelle, refusant de statuer sur le lieu du futur projet -- « quelque part entre l’est des ponts actuels et l’ouest de l’île », selon le ministère --, sur son coût, et sur une possible avenue du transport en commun, puisque, dit-elle, « C'est important que les camions et les voitures puissent passer. C’est primordial pour la sécurité commerciale ». Le corridor ciblé par la CAQ devrait être dévoilé au courant de l'été 2025.
Selon certains experts, l’objectif du gouvernement de rendre le projet pratiquement irréversible avant l’élection de 2026 semble peu probable, considérant les délais nécessaires pour la réalisation des étapes administratives et techniques. Le ministère des Transports et de la Mobilité durable estime que les premiers travaux préparatoires pourraient débuter dès l’automne 2025, tandis que la construction majeure serait envisagée pour 2027.
En février 2025, le ministère des Transports confirme que le troisième lien prendra finalement la forme d’un pont, abandonnant ainsi définitivement l’option du tunnel. L’annonce survient après plusieurs mois d’analyses sur différents corridors possibles, le ministère évoquant des considérations techniques et économiques pour justifier ce choix. Il écarte du même coup un lien reliant directement les deux centres-villes.

### Un pont-tunnel
En juin 2025, un an après la publication du rapport défavorable de la CDPQ, le gouvernement caquiste annonce que le projet « optimal » serait d'abord un pont à haubans liant les deux rives, et se transformerait en tunnel une fois rendu à Québec. Faisant un volte-face sur ses dires précédents, le gouvernement Legault abandonne ainsi son projet d'un pont à l'est des deux centre-villes, en favorisant ainsi un pont-tunnel reliant l'autoroute 20 à l'autoroute 40 suivant le « corridor central » évalué par la CDPQ, toutefois écarté en raison d'une « rallonge [de] déplacements » qui « éloigne[rait] les usagers des destinations principales, soit le secteur de Ste-Foy et la Colline Parlementaire. » De plus, écrivait la Caisse, le corridor « [r]equiert une infrastructure très complexe » avec l'ajout de tunnels et de « tranchées couvertes ». Ce tracé avait également été évalué et rejeté par le ministère des transport en 2021, recevant la pire note de tous les corridors analysés. Le pont initial, d'une longueur de 5,8 kilomètres -- et désormais abandonné --, aurait été trop long à construire, argue le gouvernement, en plus de nécessiter un dégagement de 20 mètres supplémentaires pour les bateaux, tout en posant des « risques d'intégrations importants quant au paysage culturel du Vieux-Québec. »
Incapable de dévoiler le coût du projet ni le tracé précis au printemps 2025, le gouvernement vise 2028 pour les débuts des travaux de construction « du corridor permettant de réaliser le meilleur projet au meilleur coût »,. Selon le ministère des Transports et de la Mobilité durable (MTMD), le projet commencerait à la hauteur de l'autoroute 20, sur la rive-sud, monterait vers le nord via le chemin des îles, puis continuerait sur un pont passant au-dessus du boulevard Champlain, sur la rive-nord. De là, un tunnel sous le cap de Québec se dessinerait jusqu'au nord, soit dans l'axe du boulevard Pierre-Bertrand, ou de l'autoroute Robert-Bourassa. Des chiffres obtenus par Radio-Canada d'un rapport du MTMD font état d'un coût de construction oscillant entre 7,1 et 9,3 milliards de dollars pour la portion vers l'autoroute Robert-Bourassa, et entre 5,3 et 8,2 milliards de dollars pour le deuxième tracé vers le boulevard Pierre-Bertrand. Selon la ministre des Transports, « C'est une évidence que [les automobilistes] vont économiser du temps », allant ainsi à l'encontre des analyses de la Caisse et que Québec « a besoin d'un lien pour les camions [car si] le pont Pierre-Laporte ferme en ce moment, c'est le bordel », a-t-elle martelé. Le gouvernement, malgré l'avis d'experts, est convaincu que la « sécurité économique » régionale est suffisante pour justifier le coût d'un 3e lien -- une « redondance » des ponts assurera ainsi une « pérennité dans le transport des marchandises », même si les économies en gain de temps pour les automobilistes restent encore à définir. Une première étude doctorale fait état d'un bénéfice de deux minutes et 18 secondes. Dans la foulée, l'Enquête origine-destination 2023 dévoilée en juin 2025 du MTMD révèle que seulement 23 % des déplacements sur la rive-sud migrent à Québec, sur la rive-nord, et qu'un maigre 4 % des déplacements sur la rive-nord enjambent le fleuve Saint-Laurent,.

## Contestation
Une manifestation se déroule le 10 novembre 2018 au parc de la Francophonie,. Le tracé sous l’île d’Orléans est contesté, principalement par les groupes environnementaux.

### Circulation automobile

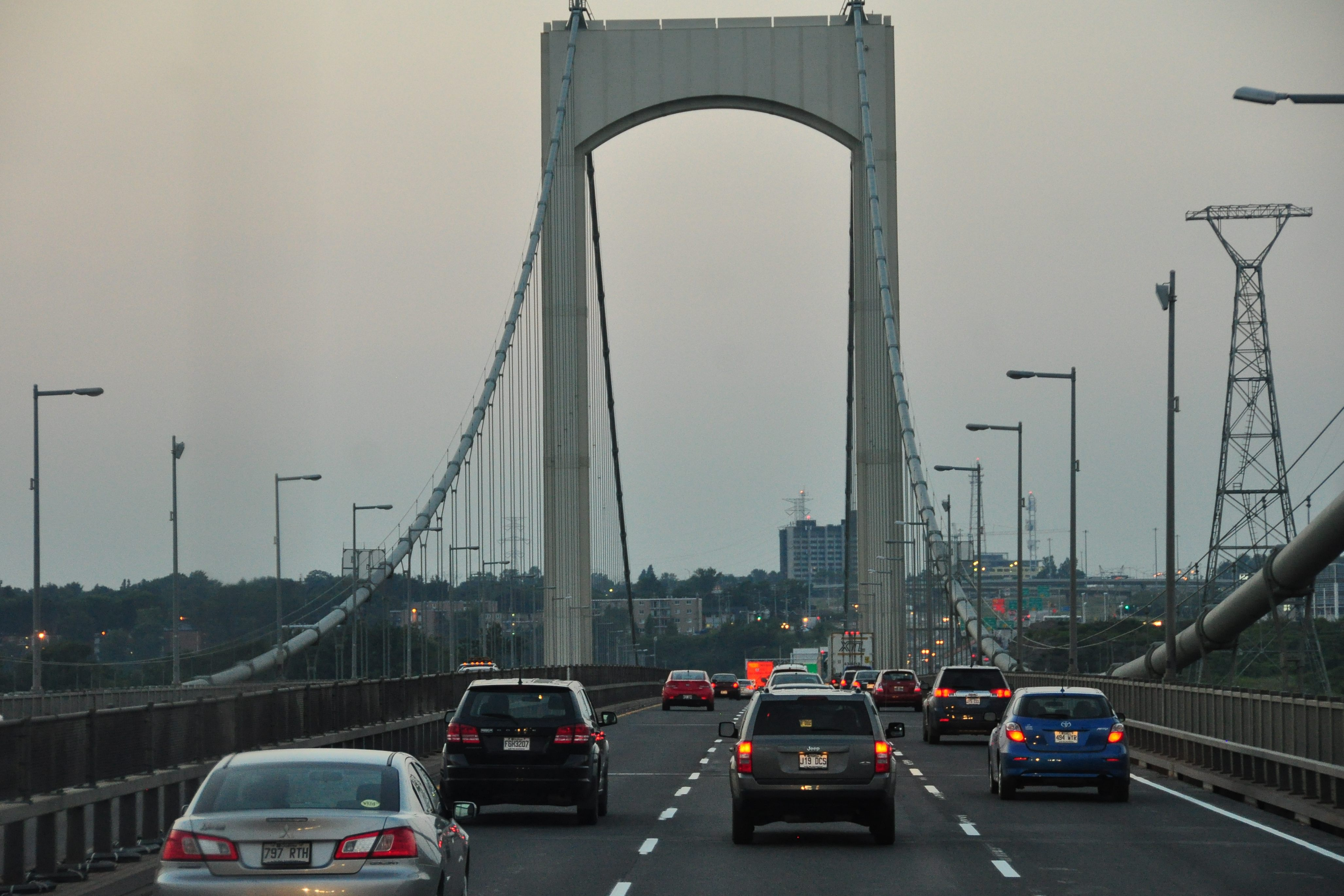
Circulation routière sur le pont Pierre-Laporte.

De nombreux intervenants, dont huit groupes environnementaux, s'opposent à ce projet. En plus d'évoquer des objectifs de développement durable, la recherche dans le domaine indique qu'une telle structure ne réglera pas les problèmes de congestion automobile. Le risque de trafic induit est avancé, soit le volume de trafic supplémentaire généré par la création ou l'amélioration d'une infrastructure de transport. Ce phénomène explique que l'augmentation de capacité d'un réseau de transport ne diminue pas la congestion de celle-ci, puisqu'elle attire de nouveaux usagers ou augmente les distances parcourues impliquées par un changement territorial des origines-destinations. Le développement du transport collectif serait alors la solution à retenir.
En octobre 2018, le ministre des Transports affirme que le troisième lien servira pour une interconnexion du transport en commun entre Québec et Lévis. Le transport en commun est une condition essentielle formulée par le gouvernement fédéral pour sa participation au projet,.

### Emplacement
L'organisme Accès Transports viables affirme que l'enquête « origine/destination » menée par le ministère des Transports prouve que la majorité des citoyens travaillent à l'ouest de l'axe de l'autoroute Laurentienne. Le troisième lien devrait plutôt être localisé dans l'ouest de la ville, là où l'on retrouve actuellement les ponts de Québec et Pierre-Laporte ou plus directement entre les deux centres-villes.

### Étalement urbain
Le tracé sous l’île d'Orléans pourrait provoquer de l'étalement urbain. Pour se raccorder à l'autoroute 20 (au sud), l'axe routier traverserait inévitablement une vaste zone agricole contiguë à l'aire urbaine de Lévis. Le développement résidentiel et commercial le long de l'axe est une conséquence probable. Cet étalement urbain ne contribuerait pas à la densification des centres-villes de Lévis et de Québec, une condition nécessaire à la mise sur pied d'un système lourd de transport en commun qui permettrait une baisse des gaz à effet de serre.
Le tracé entre les deux centres-villes est présenté par le gouvernement comme étant une façon de contrer l'étalement urbain en « rééquilibrant l’aménagement du territoire ». Le maire de Québec Bruno Marchand croit qu'à l'inverse, le projet favorisera nettement l'étalement urbain sur la rive-sud du fleuve.

### Priorités budgétaires et équité
Le montant prévu des travaux - près de dix milliards de dollars - est décrié par les partis d'opposition, de nombreux organismes et groupes de recherche comme favorisant injustement la population de la ville de Lévis (150 000 habitants) au détriment de celle du Québec dans son ensemble, étant donné les besoins de la société dans d'autres secteurs (éducation, santé, logement, culture, etc.).